# Harmsdorf (Ostholstein)
 Ikke at forveksle med Harmsdorf (Lauenburg).
Harmsdorf er en by og kommune i det nordlige Tyskland, beliggende i Amt Lensahn under Kreis Østholsten. Kreis Østholsten ligger i den østlige del af delstaten Slesvig-Holsten.

## Geografi
Harmsdorf er beliggende 4 km nordvest for Lensahn, vest for motorvejen A1/E47 og omkring 11 km sydvest for Oldenburg in Holstein.